# Christina Stigsdatter van Hvide
Christina Stigsdatter van Hvide (C.1145 - C.1200) was een middeleeuwse koningin-gemalin van Zweden. Zij was gehuwd met Karel VII van Zweden en moeder van Sverker II van Zweden.
Christina of Kristina was een dochter van Stig Tokesen van Hvide, een rijke adellijke familie uit Skane. Haar moeder was de Deense prinses Margretha, een dochter van Knoet Lavard. Ze huwde met Karel VII in 1163/64. toen haar man werd afgezet in 1167 vluchtte ze met haar zoon naar Denemarken.